# Valentin Kihn
Valentin Kihn (* 9. Januar 1822 in Michelbach; † 13. April 1901 ebenda) war ein deutscher Politiker (Patriotenpartei), Mühlenbesitzer und Initiator beim Bau der Bahnstrecke Kahl–Schöllkrippen.

## Leben
Valentin Kihn war eines von elf Kindern von Johannes und Anna Maria Kihn (geborene Stenger). Seine Wiege stand in der Brückenmühle in Michelbach, die er mit 25 Jahren von seinem Vater erwarb. Nach seinem Antrag und der darauf folgenden Konzession des königlichen Landgerichtes Alzenau, kaufte er 1848 alle weiteren Mühlen in Michelbach auf und erschuf das Unternehmen „Mühlenwerke Valentin Kihn“. Er baute die Kihn-Mühle zur leistungsfähigsten Mühle Unterfrankens aus. Valentin Kihn war mit Elisabeth, geborene Schneider, aus Somborn verheiratet und hatte sechs Kinder mit ihr. Eines davon war Karl Kihn, der später den Beinamen „Spessartvater“ bekam.
Ab dem 2. Mai 1876 hatte Valentin Kihn als Mitglied der Patriotenpartei für zwei Legislaturperioden einen Sitz in der Kammer der Abgeordneten im Landtag des Königreichs Bayern. Er trat im Stimmkreis Aschaffenburg die Nachfolge des ausgetretenen Franz Mehling an. Valentin Kihn erkannte die wirtschaftlichen und sozialen Nöte der Bevölkerung im Spessart und setzte sich mit Nachdruck für die Erschließung des Gebietes durch Verbesserung der Verkehrsverhältnisse ein. Ihm verdankt die Kahlgrundbahn ihr Entstehen. Im Alter von 79 Jahren starb Valentin Kihn. Seine Nachfolge im Unternehmen trat Franz Xaver Köhl an.